# 网络电话交换机
网络电话交换机（IPPBX） 是基于IP协议建立的电话交换系统，可以通过拨打分机的方式在局域网或者广域网上传输语音和视频，最大的好处是降低通讯的成本和随处可用的移动性。
IPPBX首先是一个PBX（Private Branch eXchange），它能通过IP网提供语音、视频以及即时消息通信。这些通信不仅可以在企业内部网上进行，也可以通过Internet与外网甚至PSTN（Public Switched Telephone Network）电话间进行。
VoIP网关可以与传统的PBX结合，除了提供传统PBX的功能外，还可以通过Internet来节省长途电话费用、享受在同一个网络上的声音和数据服务，以及高级的CTI特性，或者，在纯IP的环境中，在大多数情况下能在大大节省投资的同时提供更好的移动性，以及获得增强的冗余安全备份。
一个IPPBX可以是以一个硬件的实体存在，或者，用纯软件实现。

## 功能
由于大部分PBX功能都是用软件实现的，因此，相对来讲都非常廉价，并且非常易于增加新功能，如会议、使用XML-RPC等控制正在进行的通话、IVR、TTS/ASR（Text To Speech/Automatic Speech Recognition）、支持通过模拟或数字线路与PSTN网络对接，支持通过SIP、IAX、H.323或Jingle（Google对XMPP协议的扩展）以及其它协议与其它通信系统进行互联互通等。

## IP PBX软件
- 3CX Phone System
- Asterisk
- Dialexia
- Bicom Systems
- Trixbox（原Asterisk@Home）